# 아리스타 내슈빌
아리스타 내슈빌(Arista Nashville)은 미국의 레코드 레이블이다. 소니 뮤직 엔터테인먼트의 완전한 자회사이며, RCA 레코드 그룹 하에서운영된다. 요컨데, 아리스타 내슈빌은 내슈빌에 기반을 둔 컨트리 레코드 레이블이다.

## 소속 가수
- 브룩스 & 던
- 제이슨 미셸 캐럴
- 앨런 잭슨
- Jypsi
- 브래드 페이즐리
- 캐리 언더우드

## 전 소속 가수
- 케이스 앤더슨
- 어슬리프 앳 더 휠
- 셰리 오스틴
- 블랙호크
- BR5-49
- 섀넌 브라운
- 디나 카터
- 다이아몬드 리오
- 캐럴린 던 존슨
- 크리스티 리
- 듀드 모리
- 리 로이 파넬
- 크리스털 샤와나다
- 팜 틸리스
- 더 트랙터스
- 라이언 타일러
- 필 바사르
- 미셸 라이트

## 같이 보기
- 아리스타 레코드